# Pedro Lezcano Montalvo
Pedro Lezcano Montalvo (Madrid, 17 settembre 1920 – Las Palmas de Gran Canaria, 10 settembre 2002) è stato un poeta e drammaturgo spagnolo.

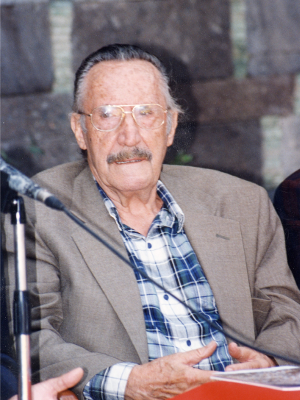
Foto di Pedro Lezcano Montalvo

Di origini canarie, studiò Filosofia e Lettere nell'università di San Cristóbal de La Laguna e Madrid, senza però riuscire a passare il suo dottorato nell'Università Complutense di Madrid.
La sua grande passione fu il teatro, caratteristica che si vede anche nei suoi racconti brevi. Questi si caratterizzano per essere influenzati dalla Generazione del '27 e soprattutto da Miguel Hernández e Alonso Quesada. Tra le sue opere in prosa si possono citare La ruleta del Sur (1956), Desconfianza (1945), Diario de una mosca (1994) e Cuentos sin geografía y otras narraciones (1968), mentre, se si parla di poesia, le sue opere più importanti sono La Maleta (1982) e Consejo de Paz, quest'ultima la più famosa. I suoi libri più famosi sono Cinco Poemas (1944), Romancero canario (1946), Paloma o herramienta (1989) e Romance del tiempo (1950).
Partecipò alla vita politica dell'arcipelago fin da giovane, entrando a far parte di varie attività antifranchiste durante l'epoca della dittatura e militando clandestinamente nelle file del partito comunista per poi, una volta raggiunta la democrazia, entrare a far parte del partito Unión del Pueblo Canario all'età di ottant'anni.
Durante la sua militanza politica riesce a diventare Presidente del Cabildo (una suddivisione regionale autonoma delle Isole Canarie) dal 1991 al 1995.
Muore a Las Palmas de Gran Canaria nel 2002.